# Strada statale 688 di Mattinata
La strada statale 688 di Mattinata (SS 688) o Variante di Mattinata, già parzialmente nuova strada ANAS 244 Variante di Mattinata (NSA 244), è una strada statale italiana.

## Percorso
La strada rappresenta un collegamento più veloce della sottesa strada statale 89 Garganica, nel tratto in cui essa attraversa l'abitato di Mattinata. Si presenta essenzialmente rettilinea, grazie a diverse gallerie e viadotti che riescono a superare le asperità del territorio. L'inizio è rappresentato dall'innesto sulla già citata SS 89 a sud di Mattinata mentre l'innesto finale è sulla strada provinciale 53 Mattinata-Vieste, a nord-est del comune.
La strada si presenta, per quanto riguarda il secondo tratto, ad una corsia per senso di marcia larghe 3,75 metri, affiancate da banchine transitabili larghe 1,50 metri, sprovvista di intersezioni a raso. Le gallerie sono dotate di impianti di ventilazione e illuminazione, di monitoraggio dell'aria, idrico antincendio, SOS, di rilevazione incendi, segnaletica luminosa, cartelli messaggio variabile, gestione computerizzata degli allarmi, cabine di trasformazione di energia elettrica, gruppi elettrogeni ad intervento automatico e predisposizione per il telecontrollo.
Il primo tratto presenta i segni dell'età, essendo rappresentata da una galleria costruita con standard ormai vetusti e teatro spesso di incidenti anche mortali come quello avvenuto nell'estate del 2007. Proprio per questo si fanno forti le pressioni per un ammodernamento della stessa agli standard di sicurezza attuali.
L'arteria si pone all'interno del progetto di costruzione di un anello viario di percorrenza veloce che colleghi le località costiere del Gargano da un lato con Foggia e dall'altro con l'altro importante centro dauno di San Severo. Difatti assieme all'ammodernamento della SS 89 nel tratto finale tra Manfredonia e Foggia, la costruzione della SS 688 rappresenta il tratto meridionale di questo anello terminante tra Mattinata e Foggia, mentre la strada statale 693 dei Laghi di Lesina e Varano tra Lesina e Vico del Gargano ne rappresenta il tratto settentrionale. Al momento i collegamenti nel tratto mancante (gran parte della quale inserito nel Parco Nazionale del Gargano) tra Vico del Gargano e Mattinata, comprendente i centri di Peschici e Vieste, sono garantiti dalla SS 89, dalle litoranee SP 52 (Vieste-Peschici) e SP 53 (Vieste-Mattinata) e, all'interno, dalla ex strada statale 528 della Foresta Umbra, tutte strade tortuose.

## Storia
Nella documentazione ufficiale ANAS, la strada risulta composta da due tratti ben distinguibili:
- Il primo tratto (3,395 km), è rappresentato dalla galleria di Monte Saraceno, costruita negli anni '80 e aperta al traffico l'8 maggio 1982[2], la quale fu costruita come alternativa alla strada statale 89 Garganica nel tratto compreso tra Mattinata e Manfredonia e poi de facto inserita nel tracciato della stessa SS 89;
- Il secondo tratto (6,540 km) invece, è rappresentato da quella provvisoriamente definita come nuova strada ANAS 244 Variante di Mattinata (NSA 244) costituita da 4 viadotti e da 3 gallerie costruite all'interno del territorio del Parco Nazionale del Gargano. Aperto al traffico il 15 dicembre 2004[5], questo tratto rappresenta una variante che evita il percorrimento della SS 89 fino al raggiungimento del centro abitato di Mattinata e della SP53 Litoranea Vieste-Mattinata per una decina di km.

Sebbene la nomenclatura sia precedente, solo col decreto del presidente del Consiglio dei ministri dell'8 luglio 2010 è stata formalizzata la sua classificazione; l'itinerario che la caratterizza è il seguente: "Innesto con la S.S. n. 89 presso Mattinata - Innesto con la S.P. n. 53 presso Mattinata".